# Gay Sex in the 70s
Gay Sex in the 70s é um documentário estadunidense de 2005 sobre a cultura sexual gay na cidade de Nova Iorque na década de 1970. O filme foi dirigido por Joseph Lovett, e abrange os doze anos de liberdade sexual gerados pela rebelião de Stonewall em 1969 até o reconhecimento da AIDS em 1981, e conta com entrevistas com Larry Kramer, Tom Bianchi, Barton Lidice Beneš, Rodger McFarlane, e muitos outros.
O filme usa imagens de arquivo e entrevistas para descrever o mundo do sexo gay anônimo e casual nos cenários de discotecas, saunas, bares e salas escuras, Fire Island, e muito mais. 